# アサシン (競走馬)
アサシン（Assassin、1779年 - 1794年）とは18世紀末のイギリスの競走馬である。第3回ダービーステークスにSam Arnull騎乗で優勝した。2着馬はスイートロビン (Sweet Robin) 、3着はフォーチュニオ (Fortunio) と記録されている。馬主はエグリモント卿、調教師はフランク・ニールであった。

## 経歴
この当時のダービーは、現在とは異なる距離（芝8ハロン）で行われており、競走の格もそれほど高いものではなかった。ただし賞金は高く、同時期のセントレジャーステークスの4倍近い賞金（1,155ポンド）が用意されていた。
ダービー以降の特筆すべき実績としては、翌年にニューマーケット競馬場で行われた300ギニーのマッチレースでポテイトーズを破ったことがある。
引退後は種牡馬となったが低調に終わり、今日では母系でもかなり奥深くまで探さないと見つけるのは困難である。父スイートブライアー (Sweetbriar) は、エクリプス (Eclipse) を介さないダーレーアラビアン傍系。母アンジェリカ (Angelica) は3号族に属し、セントレジャーステークス馬SpadilleとYoung Floraは甥と姪にあたる。

## 血統表
| アサシンの血統（ダーレーアラビアン系／Bartlets Childers(Flying Childers) 4x4x4x5x5=25.00%、 Amorett 4x4=12.50%、 Godolphin Arabian 4x5=9.38%、 Sister to Old Country Wench 4x5=9.38%、 Bay Bolton 5x5=6.25%） | アサシンの血統（ダーレーアラビアン系／Bartlets Childers(Flying Childers) 4x4x4x5x5=25.00%、 Amorett 4x4=12.50%、 Godolphin Arabian 4x5=9.38%、 Sister to Old Country Wench 4x5=9.38%、 Bay Bolton 5x5=6.25%） | アサシンの血統（ダーレーアラビアン系／Bartlets Childers(Flying Childers) 4x4x4x5x5=25.00%、 Amorett 4x4=12.50%、 Godolphin Arabian 4x5=9.38%、 Sister to Old Country Wench 4x5=9.38%、 Bay Bolton 5x5=6.25%） | （血統表の出典）                 | （血統表の出典）  |
| 父 Sweetbriar 1769 栗毛 イギリス | 父の父Syphon 1750 栗毛 イギリス | Squirt | Bartlets Childers                | Bartlets Childers |
| 父 Sweetbriar 1769 栗毛 イギリス | 父の父Syphon 1750 栗毛 イギリス | Squirt | Sister to Old Country Wench      |                   |
| 父 Sweetbriar 1769 栗毛 イギリス | 父の父Syphon 1750 栗毛 イギリス | Patriot Mare | Bolton Patriot                   | Bolton Patriot    |
| 父 Sweetbriar 1769 栗毛 イギリス | 父の父Syphon 1750 栗毛 イギリス | Patriot Mare | Crab Mare                        |                   |
| 父 Sweetbriar 1769 栗毛 イギリス | 父の母Shakespeare Mare 1763 イギリス | Shakespeare | Hobgoblin                        | Hobgoblin         |
| 父 Sweetbriar 1769 栗毛 イギリス | 父の母Shakespeare Mare 1763 イギリス | Shakespeare | Amorett                          |                   |
| 父 Sweetbriar 1769 栗毛 イギリス | 父の母Shakespeare Mare 1763 イギリス | Miss Meredith | Cade                             | Cade              |
| 父 Sweetbriar 1769 栗毛 イギリス | 父の母Shakespeare Mare 1763 イギリス | Miss Meredith | Amorett                          |                   |
| 母 Angelica 1761 青鹿毛 イギリス | 母の父Snap 1750 青毛 イギリス | Snip | Flying Childers                  | Flying Childers   |
| 母 Angelica 1761 青鹿毛 イギリス | 母の父Snap 1750 青毛 イギリス | Snip | Sister to Soreheels              |                   |
| 母 Angelica 1761 青鹿毛 イギリス | 母の父Snap 1750 青毛 イギリス | Sister to Slipby | Fox                              | Fox               |
| 母 Angelica 1761 青鹿毛 イギリス | 母の父Snap 1750 青毛 イギリス | Sister to Slipby | Gipsey                           |                   |
| 母 Angelica 1761 青鹿毛 イギリス | 母の母Regulus Mare 1749 鹿毛 イギリス | Regulus | Godolphin Arabian                | Godolphin Arabian |
| 母 Angelica 1761 青鹿毛 イギリス | 母の母Regulus Mare 1749 鹿毛 イギリス | Regulus | Grey Robinson                    |                   |
| 母 Angelica 1761 青鹿毛 イギリス | 母の母Regulus Mare 1749 鹿毛 イギリス | Childers Mare | Bartlets Childers                | Bartlets Childers |
| 母 Angelica 1761 青鹿毛 イギリス | 母の母Regulus Mare 1749 鹿毛 イギリス | Childers Mare | Sister One to True Blue F-No.3-a |                   |